# Willibaldo García Pérez
Willibaldo García Pérez est un boxeur mexicain né le 24 décembre 1989 à Copala.

## Carrière
Passé professionnel en 2017, il perd trois de ses cinq premiers combats puis deux combats pour des ceintures internationales mineures des poids coqs, de peu aux points, contre Alexandro Santiago en 2020 puis Paul Butler en 2021. Malgré ces revers, Willibaldo continue sa carrière et redescend de catégorie de poids en boxant désormais en poids super-mouches. Il enchaine alors dix victoires et fait match nul le 21 décembre 2024 face à Rene Calixto
Bibiano pour le gain du titre vacant de champion du monde des poids super-mouches IBF.
Le 24 mai 2025, il obtient une seconde opportunité de remporter ce titre face au même adversaire et remporte la revanche aux points par décision partagée des juges.

## Référence
1. ↑  (en) Willibaldo Garcia Perez vs. Rene Calixto Bibiano (boxrec.com)